# Eliana Machado
Eliana Machado (de São Paulo) é uma escritora, tradutora de português-francês, editora, poetisa e professora de idiomas. Esta escritora transnacional possui 7 títulos publicados, sendo seu romance de ficção científica Brasil: aventura interior o seu livro mais recente, pelo qual recebeu em 2017 o Prêmio Talentos Helvéticos Brasileiros III (Suiça). A escritora recebeu, em 2016, o Prêmio Excelência Literária da União Hispanomundial de Escritores (UHE), em 2014, o prêmio de Melhor Autor Estrangeiro  da  Union Internationale de la Presse Francophone (UPF) de Mônaco e, entre outros,  o Prêmio Excelência Cultural 2013 da Associação Brasileira de Desenho e Artes Visuais. A escritora começou a publicar seus trabalhos na França, onde vive atualmente, é professora concursada de idiomas em Lycée Technique et hôtelier de Monte-Carlo desde 2005.

## Obras

### Poesia
- À queima-roupa, RG Editores, São Paulo, 2016, 52 páginas.
- Succès Intimes, Les Éditions des Trois Rivages, Nice, 2014, 70 páginas.
- Locus Brasilis[1], Editorial Mesa Redonda, Prólogo de Raúl Zurita, Lima, Peru, 2012, 58 páginas.
- Blanco en el blanco, Editora Scortecci, prólogo de José Antonio Mazzotti, São Paulo, Brasil, 2010, 40 páginas.

### Prosa
- Brasil: aventura interior, Ed. San Marcos, Peru, 2017 (edição castelhana).
- Brasil: aventura interior, Scortecci Editora, São Paulo, 2016 (Romance de Ficção Científica).
- Sete contos Brasileiros, ilustrações de Rogério Soud, edição Scortecci Editora, 2015, 76 páginas.
- Siete cuentos brasileños/Seven Brazilian Short Tales, ilustrações de Rogério Soud, edição bilíngue, espanhol-inglês, Estados Unidos: Editora La Ovejita Ebooks, fevereiro 2015.

## Traduções
Em co-tradução com  Vitalie Lemerre - Editora Hubert Nyssen Editeur, Actes Sud, Arles, França.
Da escritora Patrícia Melo:
- 2017 - Feu Follet, 336 p.

Do escritor Luiz Alfredo Garcia-Roza:
- 2008 - Une Fenêtre à Copacabana (título original Uma Janela em Copacabana), 287 p.
- 2006 - Joyeux Anniversaire, Gabriel (título original Vento Sudoeste), 292 p.
- 2005 - Objets Trouvés (título original Achados e Perdidos), 303 p.
- 2004 - Le Silence de la pluie (título original O Silêncio da chuva), 290 p.

## Prêmios
- 2017 - Prêmio Talentos Helvéticos Brasileiros III (Suiça) pelo seu romance de ficção científica  Brasil: aventura interior.
- 2016 - Menção honrosa pelo poema "Esqueleto"  no IV Concurso de Poesias 20 de Outubro “Regina de Souza Marques Almeida”  da ALAMI (Academia de Letras, Artes e Música de Ituiutaba)
- Prêmio Excelencia Literária 2016 da Unión Hispanomundial de Escritores (UHE).
- 11°  Lugar no Concurso de Contos Fantásticos 2016 da Editora Fragmentos com “A união faz a ponte”.
- 2° Lugar no Concurso Corujão das Letras 2015 com o conto “Formigas Aladas”, Rio de Janeiro.
- Menção Honrosa no “Concurso Metacantos 2015” de poesia da Editora Literacidade com o poema “Poeta em Nova Iorque”.
- Prêmio Melhor Autor Estrangeiro 2014[2] da Union Internationale de la Presse Francophone de Mônaco.
- Prêmio Excelência Cultural  2013[3]– ABD (Associação Brasileira de Desenho e Artes visuais)
- Menção Honrosa (Haicais) no 4º Concurso de mini-contos e haicais da Editora Guemanisse 2010 - In Das Palavras, Editora Guemanisse, Rio de Janeiro, Brasil, agosto de 2010, p. 17.Referências

1. ↑  Ramos, Domingo de (21 de maio de 2013). «Eliana Machado, Locus Brasilis». Amerika. Mémoires, identités, territoires (em espanhol) (8). ISSN 2107-0806
2. ↑  «Monaco: Deuxième Concours Littéraire Interlycéens Fabian Boisson et 3ème Rencontres Littéraires -  ROYAL MONACO RIVIERA      ISSN 2057-5076» (em francês). Consultado em 9 de agosto de 2016
3. ↑  «Jornal Sem Fronteiras - Dezembro/14 – Janeiro/15 - Caderno Especial "Artes Plásticas & Eventos"». Consultado em 9 de agosto de 2016

### Palestras
- 04/10/2014 – “Três Escritoras Brasileiras: Cecília Meireles, Dora Ferreira da Silva e Cora Coralina”, in Encontro literário  La femme, l’art et la littérature, Galerie l’Entrepôt - Mônaco,
- 19/05/2013 « Lo que uno pierde cuando gana », in Revista de Crítica Literaria Latinoamericana, n°, 78,  2013, Tufts University, Massachusetts, pp. 195-206.
- 23/07/2011  - “¿Quién  teme a la Dama Poesía?”: Propuestas Didácticas Para la Clase de ELE, Segundo Seminário Nacional COPESBRA, Universidade Federal Fluminense, Niterói, Rio de Janeiro – Brasil.
- 15/05/2010 - «Trabajar con arte en E/LE. Interactuar a través de documentos iconográficos: una propuesta didáctica», Seminário de Experiência Didáticas, Instituto de Letras da Universidade do Estado do Rio de Janeiro – Brasil. Publicação em revista eletrônica prevista para setembro de 2010.

### Entrevista com Eliana Machado
- Entrevista de vídeo.